# Červená nad Vltavou (zaniklá vesnice)
Červená nad Vltavou (též jen Červená, německy Czerwena nebo Tscherwena an der Moldau, latinsky Ruffa) je zaniklá vesnice v okrese Písek v Jihočeském kraji. Nacházela se v nadmořské výšce 340 m n. m. na obou březích řeky Vltavy u románského kostela sv. Bartoloměje. Pravobřežní část byla rozdělena mezi katastrální území Jetětic a Vůsí, levobřežní část spravovala obec Oslov. Červená byla zbořena na konci 50. let 20. století v souvislosti s výstavbou orlické vodní nádrže. První písemná zmínka pochází z roku 1190.

## Historie
Jméno vesnice je odvozeno od Červeného potoka. Před rokem 1190 pravděpodobně Zdislava, matka Jiřího Milevského, nechává postavit na pravém vltavském břehu v románském slohu kostel svatého Bartoloměje. Kostel je v písemných pramenech označován jako Ruffa nebo Ecclesia Ruffa (Červený kostel). Vesnice patřila ke statkům premonstrátského kláštera v Milevsku. Za husitských válek byl klášter vypálen a pobořen a tento jeho majetek císař Zikmund Lucemburský v roce 1420 zastavuje zvíkovskému panství. Od Rožmberků koupili r. 1473 statky milevského kláštera Švamberkové. Roku 1575 císař Maxmilián II. Habsburský převedl veškerý pozemkový majetek kláštera Kryštofovi II. ze Švamberka jako dědičné jmění. Po bitvě na Bílé hoře koupil roku 1623 zkonfiskovaná švamberská panství Zvíkov a Orlík Jan Oldřich z Eggenberga. Posledními šlechtickými majiteli byli od roku 1710 Schwarzenbergové.
Červená patřila v roce 1843 v rámci fideikomisního panského velkostatku Orlík do majetku knížete Bedřicha ze Schwarzenbergu. V této době vesnici tvořilo 31 konskripčních čísel, ve kterých bydlelo 220 obyvatel.
Červená se nejpozději k roku 1869
administrativně dělila na tři díly. I. díl se rozkládal na pravém břehu řeky od Saníku po Hrejkovický potok, spadala sem většina vesnice a spravovala jej obec Jetětice. II. díl v katastrálním území Vůsí pokračoval severně k potoku na Bráníkách a nacházely se zde pouze kostel, fara, škola a hřbitov. III. díl ležel na levém břehu a měl vlastní faru i školu v Oslovu. Roku 1930 měla Červená I. díl 29. domů a 127 obyvatel, Červená II. díl 2 domy a 4 obyvatele, Červená III. díl 9 domů a 27 obyvatel.

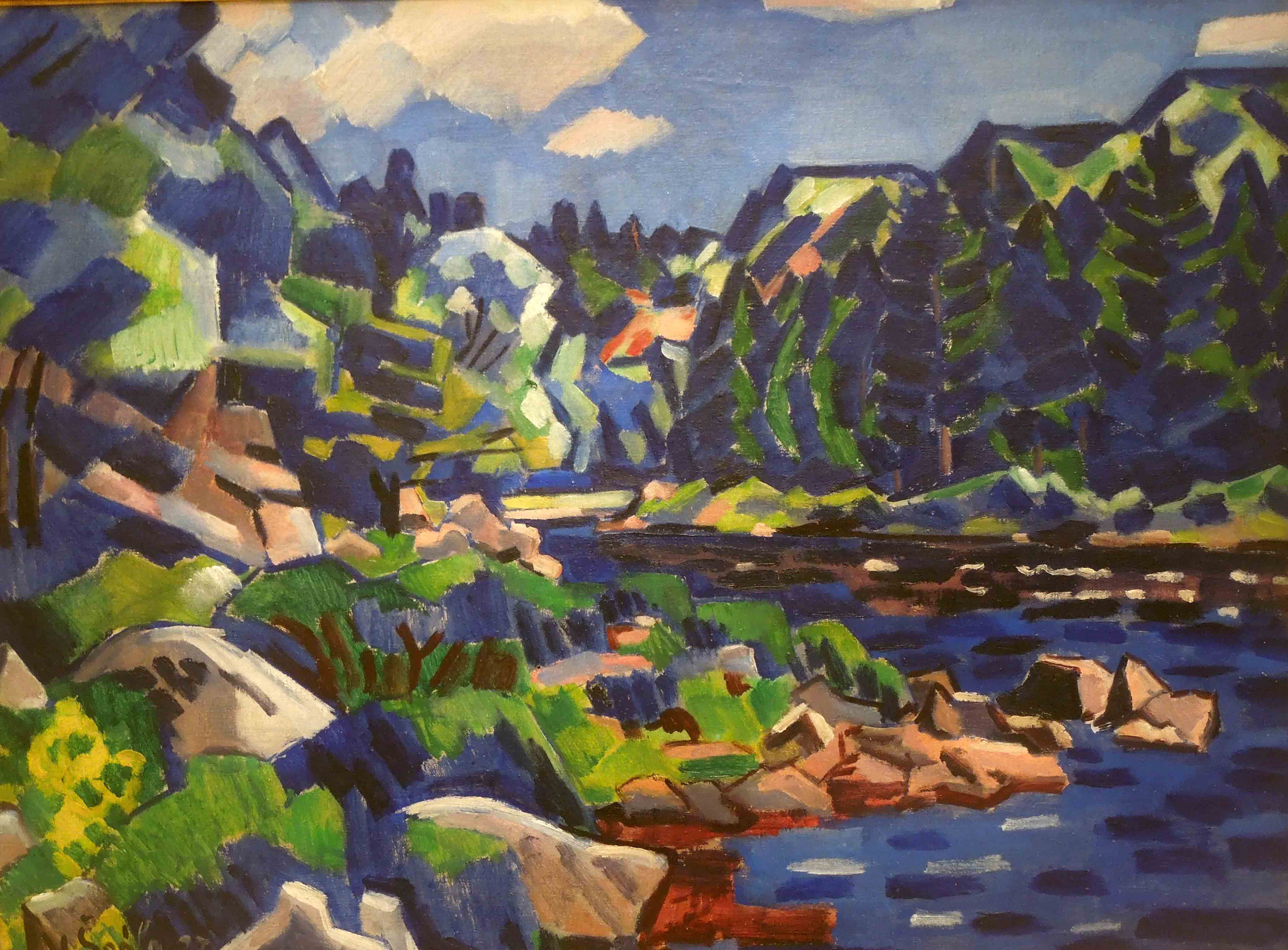
Vltava na Červené

Ve 20. letech 20. století se Červená stávala vyhledávaným turistickým letoviskem. Vilu s názvem Božena si zde nechal postavit člen orchestru Národního divadla v Praze Václav Frabša, pobýval zde i malíř Václav Špála. Od roku 1898 Červenou pravidelně navštěvoval i budoucí zemský prezident Podkarpatské Rusi Antonín Rozsypal, který byl po smrti v roce 1937 na místním hřbitově také pochován. Odbor klubu českých turistů v Milevsku otevřel roku 1938 v Rukávečské oboře stezku inspektora Václava Levého. Vedla z Květova na Červenou kolem Hrejkovického potoka, který překonávala na několika mostcích, a na obou koncích byla uvozena pomníkem. Pomník stojící u červenské školy se nedochoval, květovský stojí v současnosti u silnice vedoucí z Květova k Tyrolskému domu.
Za kostelem čekaly na plavce pověstné Červenské proudy.
Dne 19. února 1945 byl poblíž vesnice vysazen v rámci operace Cottage Vlastislav Žuk. Kvůli zranění a především rozbití radiostanice však nemohl splnit úkol, kterým byl sběr zpravodajských informací a jejich odeslání do Londýna.

## Současnost
Původní obec zanikla v roce 1960 po vybudování orlické přehrady.
Nástupcem Červené I. dílu je část obce Jetětice Červená, pod kterou spadají osady Jetětické Samoty, Truhlařov, Pazderna, Kopanický, hájovna Habr a několik chatových osad a rekreačních areálů. Prochází jí železniční trať Tábor–Ražice a leží zde železniční nádraží Červená nad Vltavou.
II. díl pod názvem Červená II potom označuje část katastrálního území Vůsí (část obce Květov), kde se nachází kostel svatého Bartoloměje, který byl jako jediný z celé vesnice přenesen nad úroveň zátopové čáry.

## Stavby

### Červená I

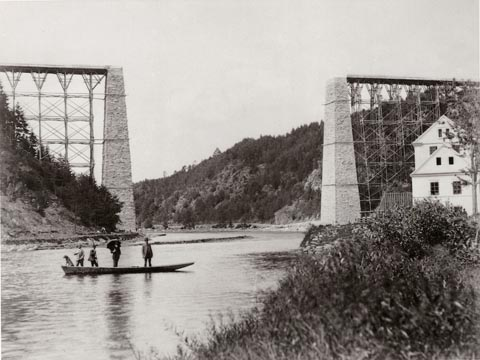
Stavba železničního mostu a Šejharův mlýn

- Železniční most přes Vltavu byl vystavěn v letech 1886–1889 jako součást nově otevřené železniční trati Tábor–Ražice. Ve své době se jednalo o druhý nejvyšší most v Rakousku-Uhersku.[12]
- Šejharův mlýn. Podle dřívějších majitelů nazývaný též Honsův mlýn. Mlynář Šejhar budovu po roce 1902 vybavil dynamem, moderní turbínou a elektrickým osvětlením.[12]
- Skleněný zámeček. Charakter Červené jako vyhledávaného turistického letoviska si v roce 1928 vyžádal stavbu penzionu,[9] který nabízel 24 pokojů a 60 lůžek.[13]
- Poštovní úřad. Budova z roku 1907.[9]
- Blažej. Samota.
- Šimek. Samota. Podle ní je v současnosti nazvána Šimkova strouha.
- Myslivna. Schwarzenberská myslivna z pol. 19. století navržená v pseudogotickém slohu.
- Poříční stráž.
- Vila Božena. Vilu si zde nechal postavit člen orchestru Národního divadla v Praze Václav Frabša.
- Pazourkův penzion a restaurace. Dříve Souhradova restaurace. Plavecké pohostinství s 33 pokoji a 70 lůžky.[13]
- Četnická stanice (čp. 4). Malá roubená chalupa s šindelovou střechou.
- Adámkův mlýn. Dříve Maškův mlýn. Mlel na Hrejkovickém potoce dvěma vodními koly. V létě roku 1927 si zde pronajal pokoj malíř Václav Špála a během svého pobytu namaloval několik pláten s tematikou červenského údolí.[14]

### Červená II
- Kostel svatého Bartoloměje. Jednolodní kostel z konce 12. století s presbytářem sklenutým křížovou žebrovou klenbou. Při přenesení nad úroveň zátopové čáry ztratil svůj románský charakter.
- Zvonice. Postavená v barokním slohu a vybavená dvěma zvony. Při přenosu kostela byla postavena její replika.
- Hřbitov. Tříposchoďový s márnicí. Při zrušení farnosti exhumován. V roce 1937 na něm byl pohřben bývalý zemský prezident Podkarpatské Rusi Antonín Rozsypal.[15]
- Fara. Budovu nechal v roce 1729 postavit kníže Adam ze Schwarzenbergu.[3]
- Škola. Při faře vznikla v roce 1729 jednotřídní škola.[3] V roce 1755 byla postavena nová školní budova, kterou navštěvovalo na 140 žáků z Červené, Vůsí, Kučeře, Květova a Jetětic.[3]
- Mlýn. Zanikl v roce 1729.[16]

### Červená III
- Staňkův penzion. Pohostinství.
- Váňův penzion. Pohostinství.

Ve vesnici se nacházel přívoz ve vlastnictví orlického velkostatku.

## Správa
Na Lothově mapě z roku 1847 je Červená zakreslena v hranicích historického Prácheňského kraje. V době krajského zřízení v letech 1855–1862 se předmětným samosprávným krajem pro Červenou I. a II. díl stal kraj táborský, pro III. díl kraj písecký. Od roku 1948 až do svého zániku příslušela obec do Českobudějovického kraje.
Soudně spadaly Červená I. a II. díl do okresu Milevsko, Červená III. díl potom do okresu Písek.
Červená byla sídlem římskokatolické farnosti pro okolní vesnice Jetětice, Kučeř, Květov, Saník a Vůsí. Usedlosti na levém břehu spadaly pod církevní správu Oslova s farním kostelem sv. Linharta. Po zatopení osady vodami orlické přehrady přebrala farní agendu od 1. listopadu 1959 nová kolatura Květov s farním kostelem sv. Jana Křtitele a Panny Marie u osady Svatý Jan.

## Galerie

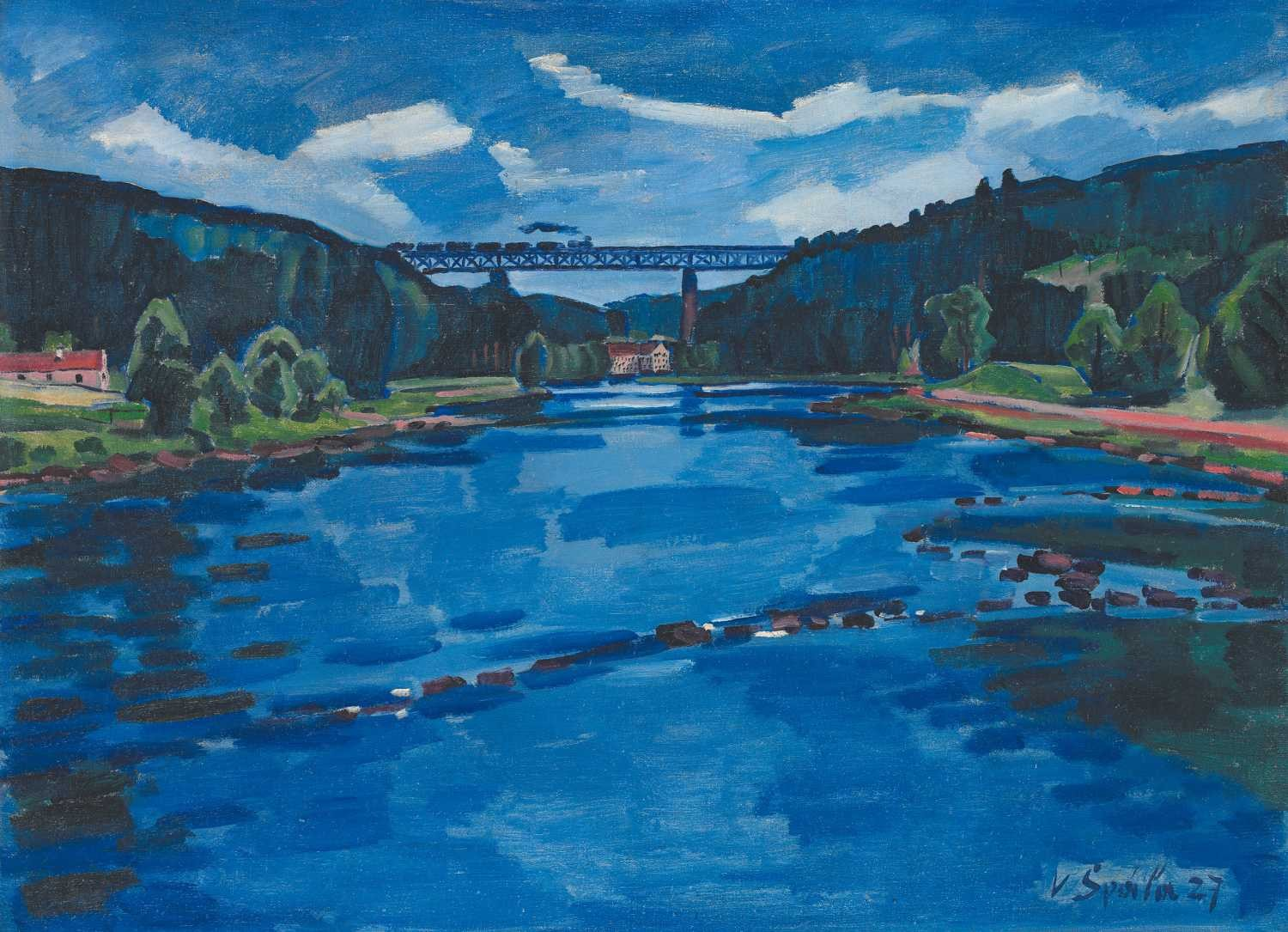
Václav Špála: Krajina u Červené nad Vltavou, uprostřed železniční most a Šejharův mlýn, vlevo samota Šimek
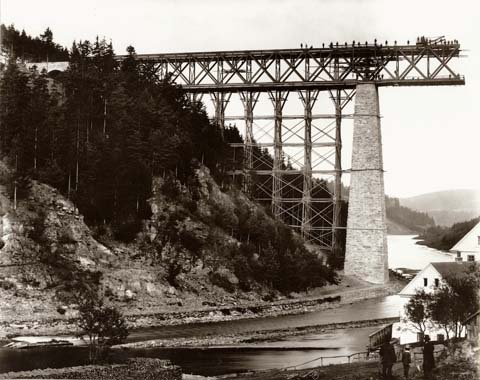
Jindřich Eckert: Stavba železničního mostu, vpravo Šejharův mlýn